# 913 (číslo)
Devět set třináct je přirozené číslo. Římskými číslicemi se zapisuje CMXIII a řeckými číslicemi ϡιγ´. Následuje po čísle devět set dvanáct a předchází číslu devět set čtrnáct.

## Matematika
913 je:
- Deficientní číslo
- Složené číslo
- Nešťastné číslo

## Astronomie
- (913) Otila je planetka hlavního pásu, kterou objevil v roce 1919 Karl Wilhelm Reinmuth
- NGC 913 je čočková galaxie v souhvězdí Andromedy

## Roky
- 913
- 913 př. n. l.